# Oosterblokker 57
Het pand Oosterblokker 57 is een rijksmonumentale stolpboerderij in het Noord-Hollandse dorp Oosterblokker in de gemeente Drechterland.

## Geschiedenis
De opdrachtgever van de bouw is niet bekend. De stolp is vermoedelijk in de tweede helft van de 19e eeuw gebouwd. Een eigenaar in de 19e eeuw was Cornelis Bakker, hij kocht de stolp als belegging, maar wegens oplopende schulden moest hij de boerderij verkopen. De familie Schaper kocht de boerderij om er een melkveehouderij te beginnen. Later volgde de familie Dekker, met hen kreeg de boerderij 59 melkkoeien. Sinds 2009 is het boerenbedrijf niet meer in gebruik, maar de nazaten zijn nog steeds eigenaar.

## Exterieur
De stolpboerderij behoort tot het (gekeerde) West-Friese type. In de linker zijgevel zijn de iets teruggelegen darsdeuren geplaatst. Deze zijgevel is gepleisterd, de overige gevels zijn opgetrokken uit rode bakstenen. Alle gevels hebben snijvoegen. Rondom hebben de muren een gecementeerde plint. De voor- en rechterzijgevel zijn opgetrokken uit rode bakstenen. Het grondplan meet 16x16 meter. Het pand is op een iets verhoogd erf gebouwd. De top van het met riet gedekte dak is 17 meter hoog. De nok van het dak staat haaks op de weg en is met nokvorsten bedekt. Het rechter dakvlak heeft een getrapte spiegel. Rondom is het dak voorzien van een pannenrand. Spiegel, pannenrand en het schilddak van het staartstuk zijn voorzien van zwarte Hollandse pannen. 
De geveltop van de voorgevel is vrij rijk gedecoreerd en stamt uit 1880, een periode dat het de agrariërs in West-Friesland economisch voor de wind ging. In het midden van de gevel is een driezijdige erker geplaatst. De zijdes van de erker worden van elkaar gescheiden door lisenen. Elke zijde is voorzien van een schuifvenster. Op de erker bevond zich een balkon. Het balkon is toegankelijk via een bakstenen dakkapel die tevens de topgevel vormt. De top van de dakkapel is voorzien van sierlijk gesneden windveren en een makelaar. De gevel wordt zelf afgesloten door een kroonlijst.

## Interieur
De woonkamer van de boerderij bevindt zich in de kamer met de erker. Deze ruimte is groot en licht. Hier bevindt zich ook een originele schoorsteenmantel.
De kamer achter de dakkapel en dus boven de woonkamer, was van origine een kamer met vier bedsteden, vrij ongebruikelijk voor stolpboerderijen. In de kamer bevindt zich nog wel de deur naar de droogzolder. Om de bovenverdieping te bereiken is er ook de originele vaste trap. De Eenhoorn in de Beemster heeft ook een dergelijke kamer.
Het dak wordt ondersteund door het grenen vierkant met stijlen van 10 meter hoog, die 8 meter uit elkaar staan. Aan de linkerkant van het pand bevindt zich de voormalige dars, met koeschotten en grup (goot voor het opvangen van mest). Deze zijn nog allemaal in originele staat.